# Agabus africanus
Agabus africanus là một loài bọ cánh cứng trong họ Bọ nước. Loài này được Pederzani & Schizzerotto miêu tả khoa học năm 1998.